# エスライングループ本社
株式会社エスライングループ本社は、岐阜県羽島郡岐南町に本社を置く、エスライングループの持株会社である。

## 概要
元々は前身であるエスラインギフが親会社として全国にグループ企業を展開させていったが、株式を管理するために持株会社を設立したものである。
エスラインギフは1938年に「岐阜トラック運輸株式会社」を設立後、特色のある23のグループ会社を傘下に有し、運送事業、物品販売事業、情報処理事業、車両整備事業、その他の事業を展開している。
グループ統一の「年度目標」を掲げ、グループ組織の強化を図っている。

## 沿革
- 1928年 - 山口友吉（エスラインの創業者、山口軍治（初代）の父）により山口運送店（エスラインの母体となる店）が開店。
- 1938年3月 - 岐阜トラック運輸株式会社を設立（この年が創業年となる）。
- 1940年8月 - 陸運統制令により岐阜県内の13社の運輸会社が統合され、岐阜貨物自動車運輸となる。
- 1947年3月 - 岐阜合同産業株式会社を設立[2]。本社は岐阜市鶴田町3丁目24番地。
- 1948年8月 - 岐阜トラック株式会社に商号変更[2]。
- 1949年
  - 10月 - 岐阜トラック運輸株式会社に商号変更[2]。
  - 12月 - 一般路線貨物自動車運送事業を開始。
- 1957年4月 - 本社を岐阜市鶴田町3丁目7番地に移転。
- 1958年3月 - 那加トラック運輸（現・エスライン各務原）と業務提携し系列化。
- 1961年10月 - 船津運輸（現・エスラインヒダ）と業務提携し系列化。
- 1964年4月 - 羽島トラック（現・エスライン羽島）と業務提携し系列化。
- 1966年
  - 2月 - 岐北トラック（現・エスラインミノ）と業務提携し系列化。
  - 10月 - 郡上トラック（現・エスライン郡上）と業務提携し系列化。
- 1968年 - マスコットを荷物をくわえたツバメとする。このマスコットを「トランスポート　スワロー」として商標登録。
- 1969年2月 - 阪九運送株式会社（現・エスライン九州）と業務提携し系列化。
- 1971年3月 - 本社を現在地に移転。
- 1972年4月 - 株式会社エスラインギフに商号変更[2]。
- 1978年5月 - 名古屋店頭市場に株式を店頭登録[2]。
- 1980年4月 - 名古屋証券取引所2部上場[2]。
- 1983年3月 - 宅配サービスを開始（宅配110番）。
- 1986年12月 - エスライン奈良を系列化。
- 2006年10月 - 持株会社化移行、株式会社エスラインに商号変更、連結子会社「株式会社エスラインギフ」を設立・事業承継[2]。
- 2010年 - エスライン経営管理システム（SKKS）稼働。グループ全社（23社）の収支が把握できる会計基幹システム導入により、社内の「見える化」に取り組む。
- 2017年3月 - 東京証券取引所2部上場[2]。
- 2018年3月 - 東京証券取引所1部及び名古屋証券取引所1部に指定替え。
- 2021年10月 - 宅配サービスを終了（最後まで宅配業務を行っていた宅配110番岐阜がスワロー物流と合併し消滅）。
- 2023年7月 - 株式会社エスライングループ本社に商号変更[3]。
- 2024年
  - 7月 - マネジメント・バイアウトの一環としてトモエ株式会社が株式公開買付けを実施し、議決権所有割合ベースで63.24%の株式を取得し親会社となる[4]。
  - 9月 - 東京証券取引所スタンダード市場・名古屋証券取引所プレミア市場上場廃止。株式併合により株主がトモエ株式会社及び有限会社美美興産のみとなる[1]。

## グループ会社
- エスラインギフ
- エスライン九州
- エスラインヒダ
- エスライン羽島
- エスライン郡上
- エスライン各務原
- エスラインミノ
- エスライン奈良
- スリーエス物流
- スワロー急送
- スワロー物流岐阜
- スワロー物流東京
- スワロー物流大阪
- スワロー物流浜松
- スワロー物流福岡
- スワロー物流上尾
- スワローセキュリティーサービス
- スワローロジックス
- クリエイト